# Wieża na Bazaltowej Górze

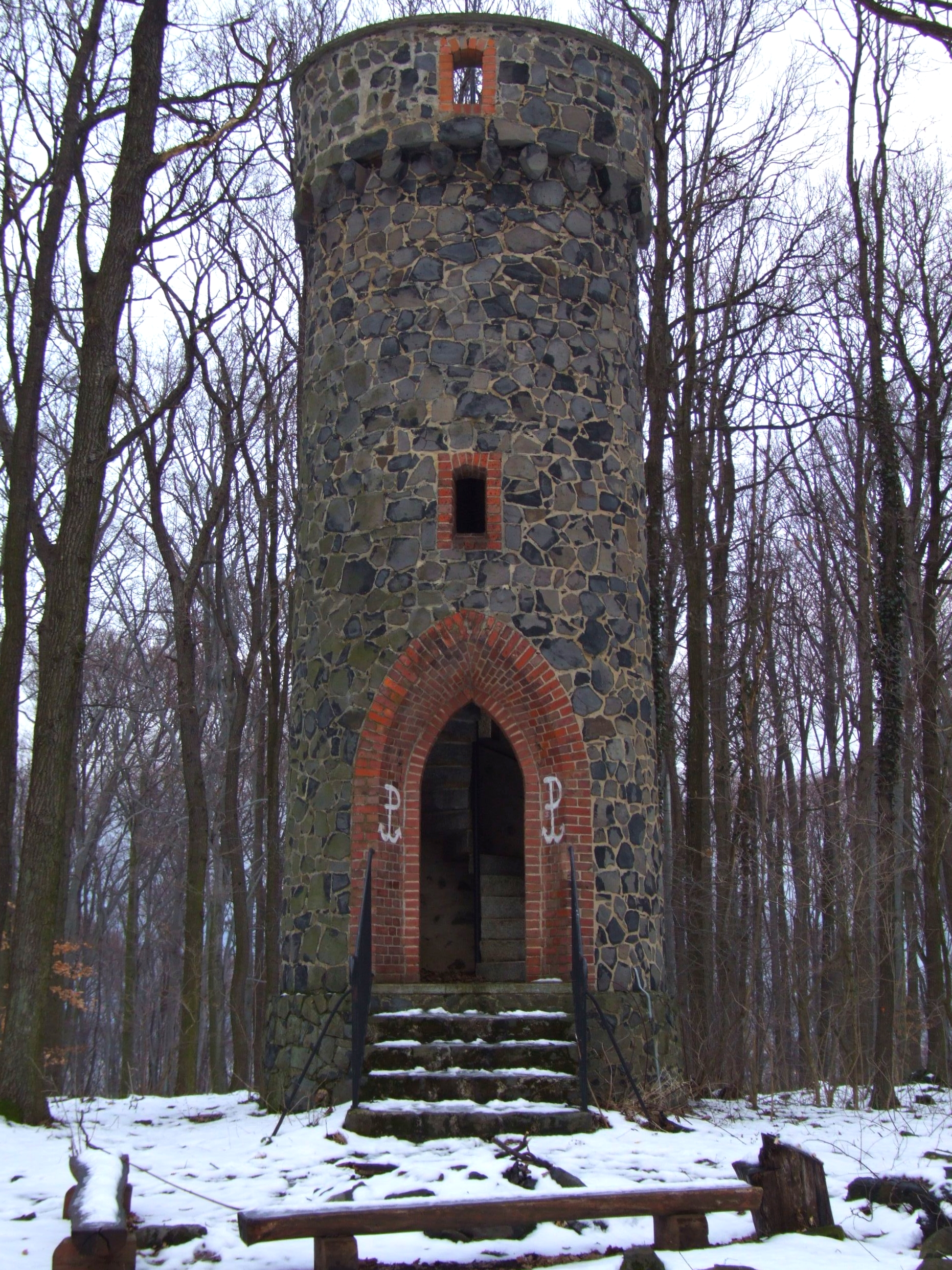
Wieża widokowa na Bazaltowej Górze

Wieża na Bazaltowej Górze – wieża widokowa, znajdująca się na wzniesieniu Bazaltowa Góra (niem. Breitenberg), na wysokości 368 m n.p.m., na Pogórzu Kaczawskim.
Powstała w 1906 (datę budowy wykuto na jednym ze schodów; jest słabo widoczna również współcześnie) prawdopodobnie z inicjatywy Riesengebirgsverein. Wzniesiono ją z łamanego kamienia bazaltowego na planie koła. Wejście do wieży to neogotycki portal z cegły klinkierowej. Na szczycie znajduje się platforma widokowa. Zewnętrzne schody są ciosów bazaltowych, a wewnętrzne z granitu. Obiekt, obecnie trzykondygnacyjny, w przeszłości był wyższy i posiadał jeszcze jedno piętro na wieży widokowej, które usunięto podczas remontu w 1994.
Wieżę wpisano do rejestru zabytków pod nr. 980/L. z dn. 18.02.1993 roku.
Dzisiaj walory widokowe wieży są niskie – dookoła drzewa urosły tak wysoko, że praktycznie całkowicie zasłoniły widok we wszystkich kierunkach.
Do wieży prowadzi  ścieżka przyrodniczo-kulturowa Na Bazaltową Górę z Paszowic oraz  ścieżka przyrodnicza z Jakuszowej. Obie łączą się z  szlakiem z Myśliborza do Bolkowa przez Groblę.